# Estación de La Cantábrica
La Cantábrica es un apeadero ferroviario situado en la localidad de El Astillero, en el municipio español homónimo en la comunidad autónoma de Cantabria. Forma parte de la red de vía estrecha operada por Renfe Operadora a través de su división comercial Renfe Cercanías AM. Está integrada dentro del núcleo de Cercanías Cantabria al pertenecer a la línea C-3 (antigua F-2 de FEVE), que une Santander con Liérganes. Cuenta también con servicios regionales de la línea R-3f de Santander a Bilbao (sólo servicios R3a, entre Santander y Marrón).

## Situación ferroviaria
La estación forma parte de las siguientes líneas férreas:
- Pk. 540,983 de la línea de ferrocarril de vía estrecha que une Ferrol con Bilbao, en su sección de Santander a Orejo.[1]
- Pk. 108,253 de la línea de ferrocarril de vía estrecha de Bilbao a Santander.[1]
- Pk. 010,234 de la línea de ferrocarril de vía estrecha de Santander a  Solares y Liérganes.[1]

La estación se encuentra a 5 metros de altitud. El apeadero se encuentra al final del tramo de vía doble electrificada a 1500 voltios CC, procedente de Maliaño-La Vidriera, comenzando a partir de este un tramo de vía única y electrificada a 1500 voltios CC.
El apeadero se encuentra entre las agujas de entrada y salida de la estación de Astillero. Entre ambos puntos de estacionamiento existen dos vías, la 1, general, y la 4, que termina en la Cantábrica en topera.

## La estación
El apeadero cuenta con dos andenes laterales, contiguos entre sí. El andén n.º 1, de 3,65 m de anchura y 100 m de longitud,  da servicio a la vía 1 general, en la que efectúan parada los trenes de la línea C-3 pasantes por la estación (hacia Santander y hacia Liérganes), así como los trenes de la línea R-3f.
El andén n.º 2, de 53 m de longitud y 2,5 m de ancho, a servicio a la vía 4, de mango, que actúa como final del tramo de vía doble de la línea y sirve para la parada de los servicios de la línea C-3 que finalizan recorrido en este apeadero y efectúan inversión de marcha hacia Santander.
El acceso a los andenes se efectúa por una estructura acristalada donde se disponen los equipamientos del control de accesos y las máquinas de venta de billetes. Cuenta, además, con paneles de información, bancos y una marquesina para resguardo de los viajeros en el andén n.º 1.

## Servicios ferroviarios

### Regionales
Los trenes regionales denominados como R3a, que unen Santander y Marrón tienen parada en el apeadero. Este servicio se presta una vez por sentido, de lunes a viernes. Los servicios ferroviarios en la relación Bilbao-Santander, para los trayectos regionales, se prestan exclusivamente con composiciones diésel de la serie 2700
| Línea | Origen/Destino | Paradas intermedias | Destino/Origen   |
| --- | -------------- | --- | ---------------- |
| | Santander      | Valdecilla-La Marga · Nueva Montaña · Valle Real · Maliaño-La Vidriera · Astillero · La Cantábrica* · San Salvador* · Heras · Orejo · Puente Agüero · Villaverde de Pontones · Hoz de Anero · Beranga · Gama · Cicero · Treto · Limpias · Marrón · Udalla · Gibaja · Carranza · Villaverde Trucios · Arcentales ·Traslaviña · Mimetiz · Aranguren · Sodupe · Zaramillo · Iráuregui · Zorroza-Zorrozgoiti · Basurto Hospital · Amézola | Bilbao Concordia |
| * En los apeaderos de La Cantábrica y San Salvador sólo efectúan parada los servicios de la línea R3a Santander - Marrón. |                | |                  |

### Cercanías
Forma parte de la línea C-3 (Santander - Liérganes) de Cercanías Cantabria. Para el trayecto Santander-La Cantábrica (siendo la terminal de algunos servicios), tiene un intervalo de paso de trenes aproximado de unos 20 minutos durante los días laborables de lunes a sábados, disminuyendo este intervalo a 60 minutos durante los domingos y festivos. Para los trenes que continúan circulando hasta la estación de Solares, el intervalo se reduce a 30-60 minutos según la hora en días laborables de lunes a viernes, siendo de 60 minutos sábados, domingos y festivos. Para los trenes que llegan hasta la estación de Liérganes, el intervalo de paso es de 60 minutos de lunes a domingo, incluyendo festivos.